# Japońskie regalia cesarskie
Japońskie regalia cesarskie (jap. 三種の神器 Sanshu-no-jingi, Sanshu-no-shinki, Sanshu-no-shingi, Mikusa-no-kamudakara) – trzy święte symbole japońskiej władzy cesarskiej, oznaki rządów suwerena; Trzy Święte Skarby (Zwierciadło, Miecz, Klejnoty); trzy boskie symbole japońskiego tronu cesarskiego, trzy regalia cesarskie. Według legendy bogini Amaterasu przekazała je swojemu wnukowi Ninigiemu, kiedy posłała go na ziemię, a on z kolei dał je swojemu wnukowi Jimmu, pierwszemu cesarzowi Japonii. Należą do nich:

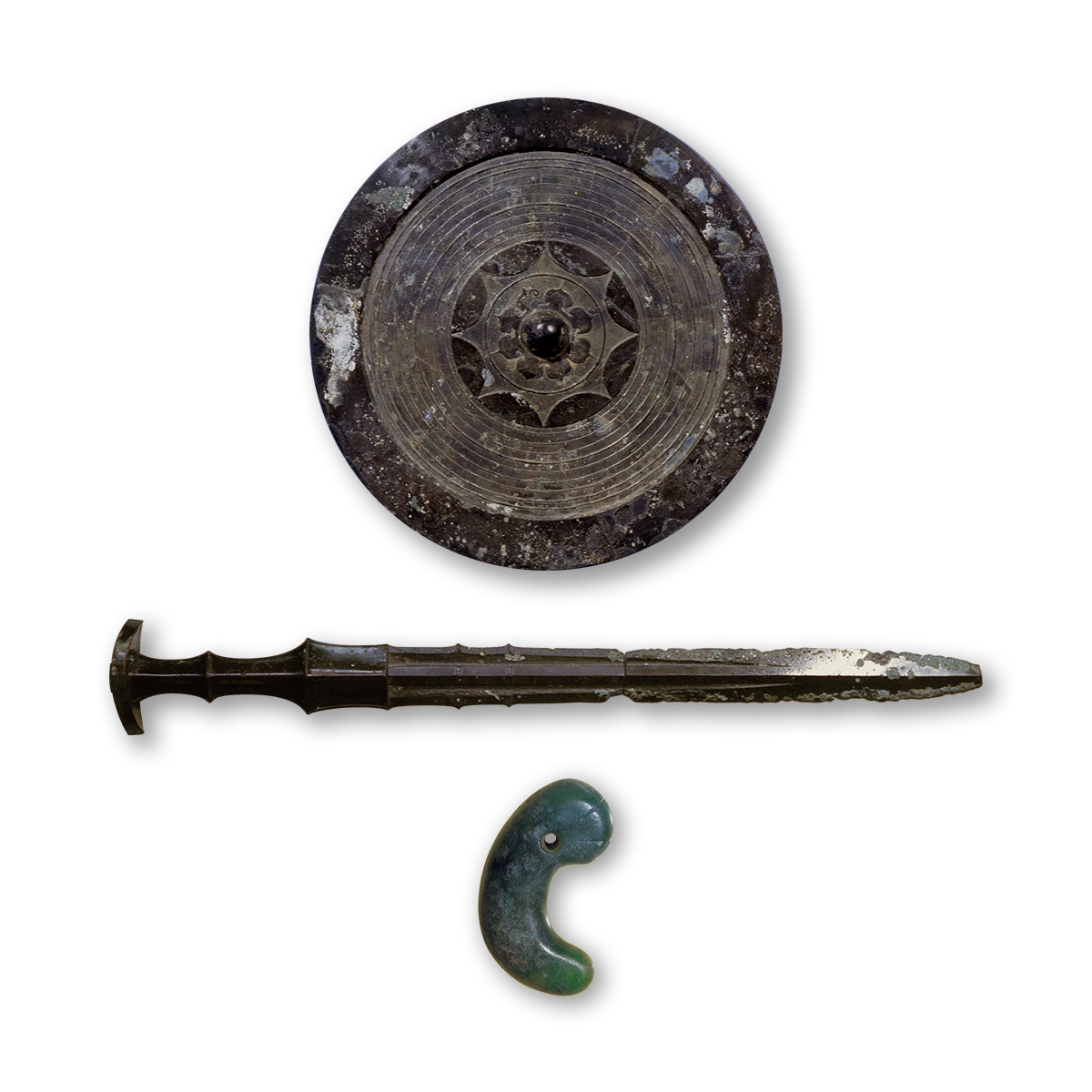
Artystyczna wizja japońskich regaliów cesarskich

- Ośmiogranne zwierciadło – Yata-no-kagami (八咫鏡); także nazwa Mafutsu-no-kagami (真経津の鏡); symbolizuje mądrość, boginię Amaterasu Ōmikami; jest przechowywane w chramie Naikū należącym do Ise-jingū (najświętsze sanktuarium shintō), w prefekturze Mie;
- Miecz-Trawosiecz – Kusanagi-no-tsurugi (草薙の剣); także Ama-no-murakumo-no-tsurugi (天叢雲剣); symbolizuje odwagę; przechowywany w chramie Atsuta-jingū w Nagoi, a jego replika w Pałacu Cesarskim w Tokio;
- Szczęścionośne krzywulce – Yasakani-no-magatama (八尺瓊勾玉, 八尺瓊曲玉, 八坂瓊曲玉); symbolizują życzliwość, czynienie dobra[2].

Przedmioty te mają charakter sakralny przez ich ścisłe powiązanie z mitami o wielkiej bogini Słońca Amaterasu, prarodzicielce narodu japońskiego. Wysyłając swego wnuka Ninigiego na ziemię dla zaprowadzenia na niej porządku i ucywilizowania nieznanej krainy, powiedziała: „Kraj japoński jest tym krajem, którym powinni rządzić nasi potomkowie. Ty idź i rządź! Tron cesarski trwać będzie wiecznie, jak niebo i ziemia i będzie rozkwitać po wsze czasy”, a według Kojiki:

Wręczono mu nadto szczęścionośne krzywulce
i zwierciadło ze spiżu,
którymi wywabiano Świecącą na Niebie z niebiańskiej jaskini,
oraz Miecz-Trawosiecz...
...I powiedziała Świecąca na Niebie:
„Czcijcie to zwierciadło ze spiżu
tak samo jak mojego świętego ducha
i jak oddajecie cześć mej własnej osobie”

Początkowo przedmioty te były przechowywane w pałacu cesarskim, później jednak w obawie przed ich skażeniem zostały przekazane do świątyni, a dla dodatkowego bezpieczeństwa sporządzono ich duplikaty.
Nawet w czasach, gdy potęga możnych rodów i shōgunów przyćmiewała blask majestatu władców Japonii, każdego z cesarzy otaczano powszechną czcią, jako świętego wodza narodu, bowiem każdy cesarz posiadał te „trzy święte skarby”, świadczące o jego boskim pochodzeniu oraz zapewniające mu poparcie bogów:
- lustro – ma oznaczać stałą obecność u jego boku bogini słońca Amaterasu,
- miecz – ma magiczną moc działania w obronie cesarskiego rodu i całego narodu,
- klejnoty – są świadectwem doświadczeń zgromadzonych przez jego boskich przodków, a swą mocą i ostrością symbolizują rozum i wiedzę.

Obecnie w pałacu cesarskim w Tokio przechowywany jest oryginał klejnotów oraz kopie zwierciadła i miecza. Oryginał zwierciadła przechowywany jest w relikwiarzu w chramie Naikū w Ise, a oryginał miecza w świątyni Atsuta w Nagoi.
Przekazanie regaliów jest najistotniejszym elementem ceremonii intronizacji nowego cesarza Japonii – tennō. Nie są one jednak pokazywane publicznie.